# 比利馬奇夫卡
51°0′4″N 32°33′31″E / 51.00111°N 32.55861°E
比利馬奇夫卡（烏克蘭語：Більмачівка）是位於烏克蘭北部切爾尼希夫州裏普里盧基區的村莊，始建於1600年，面積2.28平方公里，海拔高度137米，2001年人口715，人口密度每平方公里313.6人。